# Still Life at the Penguin Cafe
Still Life at the Penguin Cafe é um balé coreografado por David Bintley e música composta por Simon Jeffes, fundador da Penguin Cafe Orquestra. É também o título do álbum que o acompanha. Geoffrey Richardson co-escreveu uma das peças.
A produção de estréia do balé aconteceu em 1988 pelo The Royal Ballet no Covent Garden, na Inglaterra. O balé foi concebido por David Bintley (na época coreógrafo do Covent Garden). A música para o balé foi elaborada a partir de várias peças musicais compostas por Jeffes antes do balé ter sido concebido, composto durante o período de 1981 a 1987. A maioria das peças foram originalmente escritas para pequenos conjuntos, que consiste em, por exemplo, violino, violoncelo, violão e piano. Jeffes orquestrou as peças para o balé, e na produção do Royal Ballet, eles foram executados por uma orquestra completa. O balé foi filmado em 1988 pela London Weekend Television e lançado comercialmente.
O ballet começa com uma narração (feita por Jeremy Irons) descrevendo como o arau-gigante foi recentemente extinto pelo homem. O segmento inicial se passa num café, e vários humanos e pinguins (antigo nome do arau-gigante) dançam. Cada segmento posterior antes da celebração mostra uma espécie em extinção (ou, no caso dos Povos da Floresta, a cultura). A conclusão mostra todos os personagens sob uma chuva torrencial, e se reunindo num barco em forma de arau.
O tema geral do balé é pró-ambientanlista e conservacionista. O balé visa tornar o público mais consciente sobre as espécies ameaçadas de extinção.